# Janis Otsiemi
Œuvres principales
- Peau de balle
- La vie est un sale boulot
- La bouche qui mange ne parle pas
- Le chasseur de lucioles
- African tabloid
- Les voleurs de sexe
- Tu ne perds rien pour attendre

Janis Otsiemi, né le 19 juillet 1976 à Franceville, est un écrivain gabonais de romans policiers,,. À l'âge de 24 ans, il remporte le prix du premier roman francophone attribué par l'U.G.E.C.F. Puis il obtient en 2010 le prix du roman gabonais pour son polar La vie est un sale boulot, qui lui vaudra la même année une nomination au prix continental. D'autres nominations comme celle au Grand prix littéraire de l'Afrique noire en 2012 précéderont le prix de l'Association Dora-Suarez qu'il décroche en 2017 pour le polar Les voleurs de sexe.

## Biographie
Janis Otsiemi grandit à Libreville dans le quartier des États-Unis d’Akebé où il s’installe avec ses parents et sa fratrie après sa naissance à Franceville. Il découvre la lecture avec les romans à l’eau de rose que dévorent ses sœurs alors même que l’école ne le passionne pas. L’élève du collège d’enseignement secondaire public d’Akébé, s’intéresse pourtant de plus en plus à la littérature. Enthousiasmé par la poésie de Lamartine ou les descriptions sociales de Balzac il commence son parcours d’autodidacte en lisant des classiques qu’il recopie pour s’imprégner du style des auteurs et perfectionner sa langue française.
Encouragé par un ami qui lui donne accès à une bibliothèque et qui le forme à l’informatique, il se lance, sur la table du salon de la maison familiale, dans la rédaction de son premier roman Tous les chemins mènent à l’autre.,
Il cherche ensuite un nouveau style afin de correspondre aux attentes des lecteurs gabonais et de rendre compte de la réalité sociale de son pays. C’est avec le polar qu’il va pouvoir remplir ce cahier des charges. 
Ce genre dans lequel l’argot, la diglossie et le récit oralisé trouve leur place dans une esthétique urbaine, permet à Janis Otsiemi de créer un univers littéraire dans lequel les Librevillois peuvent se reconnaître.
Inspiré par James Ellroy, Ian Rankin ou A.D.G, il décrit dans ses polars sa vision des ténèbres de la société gabonaise : la corruption, la sexualité, la violence, les maladies et l’ivresse de pouvoir.

## Le polar gabonais
Après un premier polar, Peau de balle, publié aux Éditions du polar, c’est avec Jimmy Gallier et les éditions Jigal Polar de Marseille que Janis Otsiemi continue son ascension en publiant cinq polars palpitants dans lesquels nous pouvons suivre parallèlement plusieurs intrigues aux côtés des véreux inspecteurs de police « Owoula et Koumba » et des colonels « Tchicot et Essono ». Puis il inaugure chez Plon la collection sang neuf créé par Marc Fernandez et y propose dans Tu ne perds rien pour attendre de suivre une nouvelle équipe d’enquêteur dans laquelle sévit Jean-Marc le protagoniste principal. 

### Le cadre des romans
Tous les romans de l’écrivain ont pour cadre la contemporaine ville de Libreville. Les actions se déroulent dans des lieux ou sur des routes qu’empruntent tous les jours les librevillois. Elles mettent en scènes de très nombreux personnages riches de magouilles en tout genre qu’ils soient policiers, délinquants, hommes politiques et criminels.
La série éditée chez Jigal permet de suivre les carrières des colonels Tchicot puis Essono, des inspecteurs Koumba et Owoula de la police judiciaire et des lieutenants de gendarmerie Boukinda et Evame.
La série qui débute chez Plon permet quant à elle de suivre l’équipe de la brigade de sureté et plus particulièrement Jean-Marc Ossavou.
Janis Otsiemi présente une image très sombre de la société gabonaise de Libreville.  Il décrit la pression qu’exerce la corruption sur toutes les classes de la société. Il rapporte à travers des personnages souvent privés de perspectives d’avenir : des faits divers sanglants, des escroqueries quotidiennes, des adultères, la maladie, des faux espoirs ou encore des viols et des crimes rituels.
Par-delà ces thèmes, les romans offrent également un panorama précis des traditions, notamment concernant le mariage et les deuxièmes bureaux, des langues et des regroupements par ethnie ou clan, des repas et des lieux de restauration. L’auteur semble cartographier la ville et le polar se fait aussi ethnologique.

## Œuvres

### Romans
- Tous les chemins mènent à l'autre, roman, Éditions Raponda Walker, Libreville, 2000.  (ISBN 2911464095)
- Peau de balle, Paris, Éditions du Polar, « Polar africain », 2007.  (ISBN 2355680167)
- La vie est un sale boulot, Paris, Éditions Jigal, 2009, 136 p. (ISBN 978-2-914704-61-8) — Prix du roman gabonais 2010[2]
- La bouche qui mange ne parle pas, Paris, Éditions Jigal, 2010, 160 p. (ISBN 978-2-914704-73-1)
- Le Chasseur de lucioles, Marseille, Éditions Jigal, 2012, 204 p. (ISBN 978-2-914704-83-0)
- African Tabloid, Marseille, Éditions Jigal, 2013, 208 p. (ISBN 979-10-92016-07-9)
- Les voleurs de sexe, Paris, Éditions Jigal, 2015, 199 p. (ISBN 979-10-92016-48-2) Prix Dora Suarez 2017 / Association Dora-Suarez
- Tu ne perds rien pour attendre : roman, Paris, Plon, 2017, 227 p. (ISBN 978-2-259-24954-6)
- Le Festin de l'aube Éditions Jigal 2018

### Nouvelles
- La faute à l'Autre, nouvelles noires, Édilivre , Paris, 2009.  (ISBN 2812103809)

### Essais
- Guerre de succession au Gabon : les prétendants, Paris, Édilivre, 2007, 114 p. (ISBN 978-2-35607-063-0, lire en ligne)
- Femmes de pouvoir du Gabon, Mon petit éditeur, 2010, 65 p. (ISBN 978-2-7483-5611-3, lire en ligne)
- Léon Mba, père de la nomemklatura gabonaise, essai, Édilivre, 2009.
- Patience Dabany, le rythme dans le sang, essai, Édilivre, 2010.
- Les Hommes et les femmes d'Ali Bongo Ondimba, Mon petit éditeur, 2011, 94 p. (ISBN 978-2-7483-6574-0, lire en ligne)